# Atractomorpha
Atractomorpha là một chi trong Pyrgomorphidae, một họ châu chấu được tìm thấy ở châu Phi, châu Á và Australia.
Atractomorpha hoạt động vào ban ngày và môi trường sống thông thường của chúng là lau sậy và cỏ gần sông, suối.

## Phân loại
Tên chi Atractomorpha từ tiếng Hy Lạp nghĩa là "hình con quay" hoặc" hình mũi tên". Nhiều họ của Orthoptera (bao gồm cả Acrididae và Lentulidae) bao gồm các chi có loài có đầu hình nón tương tự nhau, và có các chi trong họ Pyrgurididae (như Phymateus và Dictyophorus) không có đầu hình nón, vì vậy vẻ bề ngoài của chúng có thể gây hiểu lầm ngay cả đối với các chuyên gia không hoạt động đặc biệt trong lĩnh vực đó.

## Loài

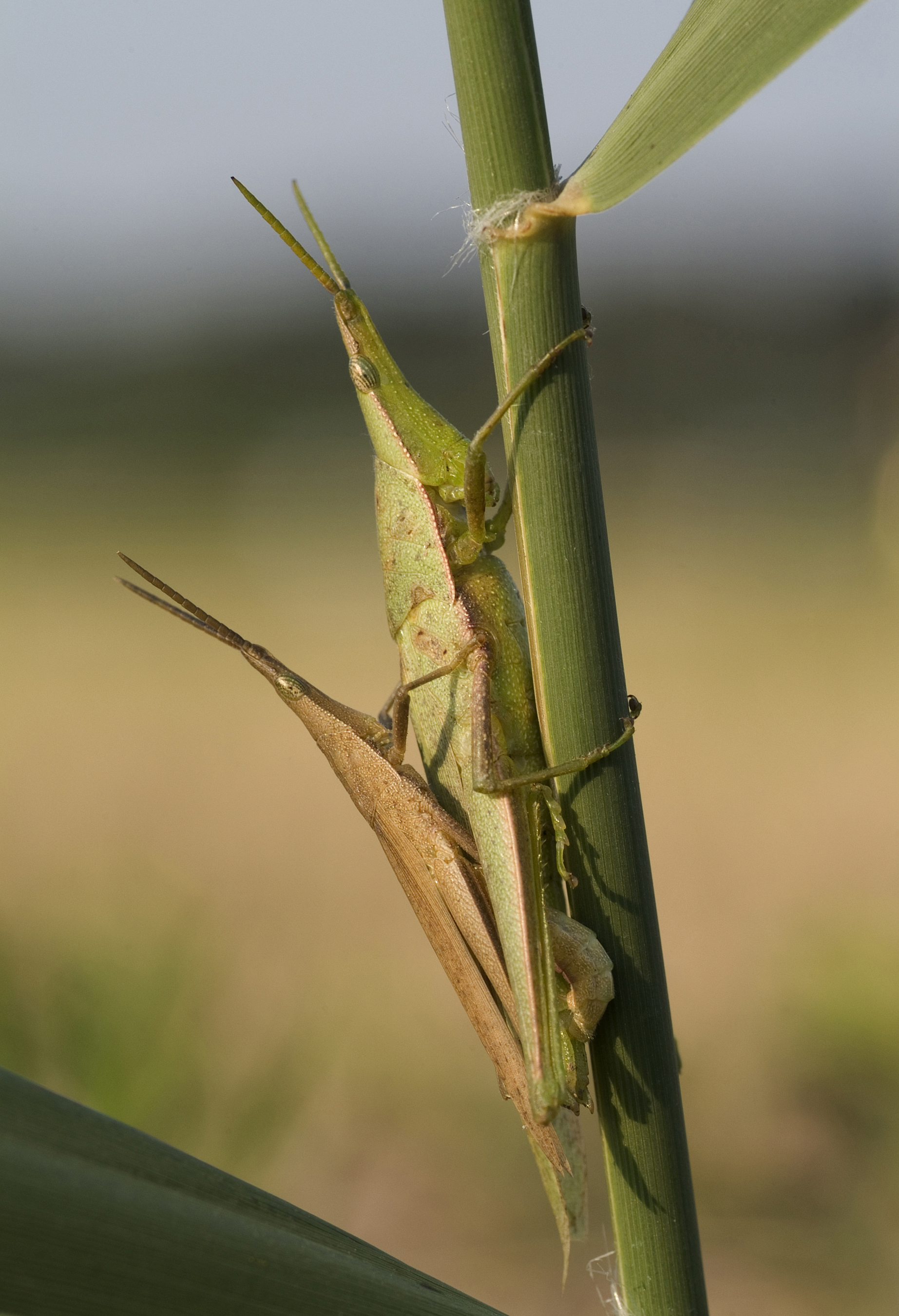
Atractomorpha lata con đực (trái) và con cái (phải) đang giao phối

The genus consists of the following species:
- Atractomorpha aberrans Karsch, 1888
- Atractomorpha acutipennis Guérin-Méneville, 1844
- Atractomorpha angusta Karsch, 1888
- Atractomorpha australis Rehn, 1907
- Atractomorpha burri Bolívar, 1905
- Atractomorpha crenaticeps Blanchard, 1853
- Atractomorpha crenulata Fabricius, 1793
- Atractomorpha dubia Wang, Xiangyu, He & Mu, 1995
- Atractomorpha fuscipennis Liang, 1988
- Atractomorpha himalayica Bolívar, 1905
- Atractomorpha hypoestes Key & Kevan, 1980
- Atractomorpha lata Mochulsky, 1866
- Atractomorpha melanostriga Bi, 1981
- Atractomorpha micropenna Zheng, 1992
- Atractomorpha nigripennis Zheng, 2000
- Atractomorpha occidentalis Kevan & Chen, 1969
- Atractomorpha orientalis Kevan & Chen, 1969
- Atractomorpha peregrina Bi & Xia, 1981
- Atractomorpha psittacina Haan, 1842
- Atractomorpha rhodoptera Karsch, 1888
- Atractomorpha rufopunctata Bolívar, 1894
- Atractomorpha sagittaris Bi & Xia, 1981
- Atractomorpha similis Bolívar, 1884
- Atractomorpha sinensis Bolívar, 1905
- Atractomorpha suzhouensis Bi & Xia, 1981
- Atractomorpha taiwanensis Yin & Shi, 2007
- Atractomorpha yunnanensis Bi & Xia, 1981